# Rondellhund

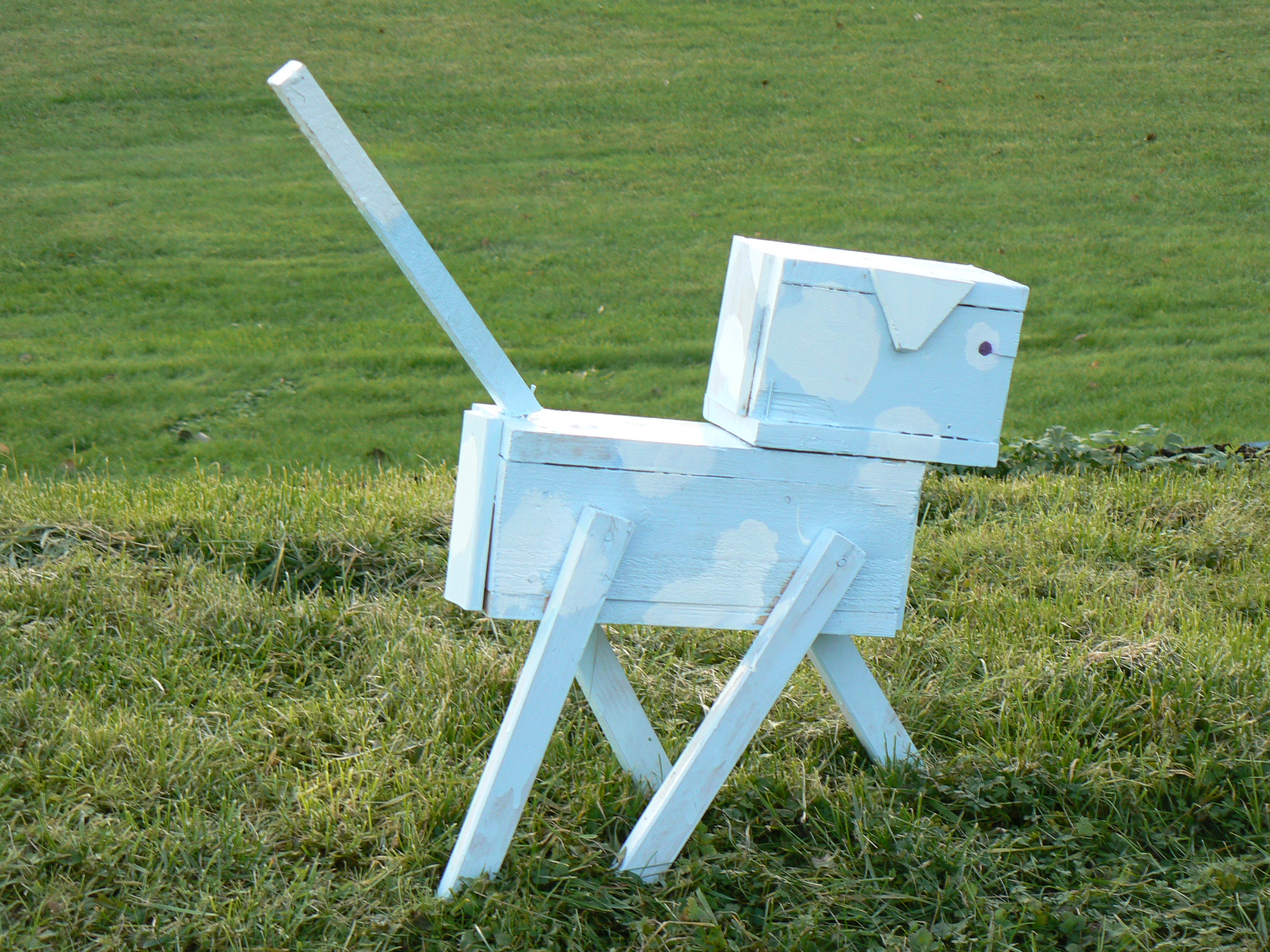
Ein typischer Rondellhund

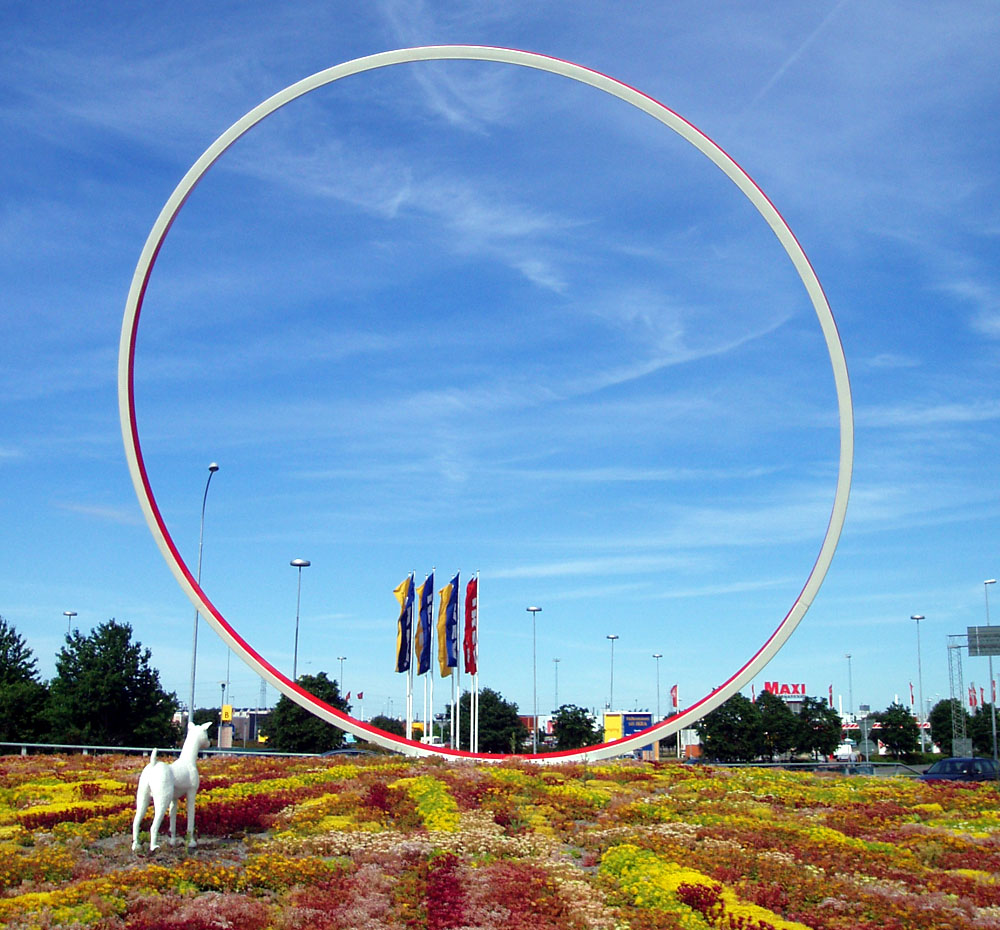
Das ursprüngliche Kunstwerk Cirkulation II

Rondellhund ist eine Form von Kreiselkunst, die sich hauptsächlich in den Jahren 2006 und 2007 lauffeuerartig in Schweden ausbreitete. Es handelt sich um Nachbildungen von Hunden, die auf der Mittelinsel eines Kreisverkehrs (schwedisch: rondell) aufgestellt werden. In geringer Anzahl gibt es auch Werke, die andere Tiere zeigen.

## Geschichte
Im Frühjahr 2006 stellte die Künstlerin Stina Opitz ihr Kunstwerk Cirkulation II in einem Kreisverkehr der Stadt Linköping auf. Es bestand aus einem 70 Zentimeter hohen, aus weißem Beton gefertigten Hund und einem Betonreifen mit 9,0 Meter Durchmesser, der in einem Winkel von 45 Grad aufragte. Kurze Zeit später war der Kopf des Hundes von Vandalen zerstört. Noch während darüber diskutiert wurde, wie das Werk am besten zu ersetzen sei, stellten Thomas Nordmark und Rickard Leckne einen Holzhund an gleicher Stelle auf, der kurz darauf durch einen Hundeknochen aus Beton ersetzt wurde.
Diese Art des Volkshumors wurde in der Lokalpresse beschrieben, was viele Bürger der Stadt animierte, auch in anderen Kreisverkehranlagen künstliche Hunde aufzustellen. Die Zeitung Östgöta Correspondenten veröffentlichte einen humorvollen Beitrag, in dem erklärt wurde, dass die Rondellhunde Östergötlands einer eigenen Hunderasse angehören. Bald tauchten auch in anderen schwedischen Städten Rondellhunde auf und heute gehören sie in vielen Orten zum üblichen Straßenbild.

## Rondellhunde in Deutschland
Der erste Rondellhund Deutschlands tauchte Anfang Juni 2007 in einem Kreisverkehr im nordrhein-westfälischen Haltern am See auf. Darüber hinaus wurde unter der Leitung der Lehrer Scholz und Röben an der Kooperativen Gesamtschule Schneverdingen ein Projekt zum Thema „Rondellhunde für Schneverdingen“ durchgeführt.